# Извлечение троих
«Извлече́ние трои́х» (англ. The Dark Tower II: The Drawing of the Three, на русском языке издавалось также как «Собра́ть троих», «Две́ри ме́жду мира́ми») — роман американского писателя Стивена Кинга, второе произведение из цикла «Тёмная башня». Роман был написан в 1986 году, а вышел в свет в 1987 году.

## Герои
- Роланд (англ. Roland) — главный герой романа и всего цикла; последний стрелок из сдвинувшегося мира.
- Эдди Дин (англ. Eddie Dean) — один из главных героев романа и цикла в целом; молодой человек из Нью-Йорка 1985 года. Наркоман, употребляющий героин, в начале романа впервые пытается провезти наркотики (кокаин) контрабандой.
- Одетта Холмс (англ. Odetta Holmes) — одна из главных героев романа и цикла в целом; чернокожая женщина-инвалид, страдает раздвоением личности[прим. 1]; миллионерша и политическая активистка из Нью-Йорка 1964 года. Её вторая личность — Детта Уокер (англ. Detta Walker), мелкая преступница и расистка. Имя Одетта Холмс, по всей видимости - отсылка к чернокожей американской певице и политической активистке движения за гражданские права — Одетте Холмс. Согласно тексту книги «извлечение» Одетты происходит в 1961 году[2].

- Джек Морт (англ. Jack Mort) — преуспевающий аудитор и серийный убийца из Нью-Йорка 1975 года[прим. 2]. Морт, среди прочих преступлений, был виновником двух увечий Одетты Холмс: он сбросил на неё, пятилетнюю, кирпич, из-за чего она впала в кому и приобрела раздвоение личности, и столкнул её, уже взрослую женщину, под поезд метро, из-за чего она лишилась обеих ног. В 1975 году хотел убить Джейка Чеймберза, столкнув его под машину (и в одном из альтернативных потоков времени убил его, в результате чего тот попал в мир Роланда — события романа «Стрелок»).
- Джейк Чеймберз (англ. Jake Chambers) — один из главных героев цикла, мальчик из Нью-Йорка 1977 года, в романе появляется лишь эпизодически — в качестве жертвы Джека Морта.
- Генри Дин (англ. Henry Dean) — старший брат Эдди, ветеран Вьетнамской войны, после лечения раны колена получивший наркотическую зависимость и приобщивший к героину и брата.
- Энрико Балазар (англ. Enrico Balazar) — мафиози из Нью-Йорка 1985 года, поручивший Эдди Дину провезти контрабандой кокаин.
- Джек Андолини (англ. Jack Andolini) — правая рука Балазара, контролирующий аферу с Эдди.

## Структура романа
Роман состоит из трех частей: «Узник» (англ. The Prisoner), «Госпожа Теней» (англ. The Lady of Shadows) и «Толкач» (англ. The Pusher), — с прологом «Моряк» (англ. The Sailor) и аналогичной эпилогу главой «Последняя перетасовка» (англ. final shuffle). Повествование в романе линейно с экскурсами в прошлое.
Книга посвящена Дональду Гранту (англ. Donald M. Grant), первому издателю романа.. «Извлечение троих» опубликовано с авторскими предисловием и послесловием.

## Сюжет

### Моряк
Роман начинается там же, где закончился предыдущий, «Стрелок», через семь часов. Обессиленный Роланд просыпается на берегу моря от нападения плотоядной омароподобной твари. В схватке с ней Роланд теряет три пальца, указательный и средний на правой руке и большой палец на правой ноге, и получает заражение крови, но тварь он убивает.

### Узник
Стрелок вспоминает свой разговор с Уолтером, в котором тот гадал ему на картах Таро и предсказал, что для успешного похода к Темной Башне стрелку необходимы трое: Узник, Госпожа Теней и Смерть. Роланд решает идти на север. Из-за заражения крови Роланд с трудом добирается до первой волшебной двери, стоящей на берегу без стены и косяка. У двери есть только одна сторона, с другой, обратной, её не существует, и на ней написано «Узник».
Роланд открывает дверь и оказывается в сознании «Узника» — наркомана Эдди Дина, перевозящего в самолёте два пакета с кокаином. Роланд понимает, что Эдди могут схватить и начинает давать «Узнику» советы. После посадки самолёта Эдди прячется в туалете, из которого стрелок переносит его в свой мир, там он снимает с Эдди наркотики и возвращает его обратно. Эдди задерживает полиция, но, после двух часов допроса, так ничего и не найдя, его отпускают. Он возвращается к себе домой, однако, у самого дома его перехватывают люди местного преступного авторитета, Энрико Балазара, которому Эдди и вез кокаин. Они сообщают ему, что старший брат Эдди, Генри, находится у них, и Эдди соглашается ехать к Балазару.
Во время разговора Эдди с Балазаром Генри умирает от передозировки. Балазару Эдди говорит, что наркотики уже доставлены в туалет пиццерии. Балазар не верит ему и приказывает своему приспешнику Джеку Андолини идти с Эдди. Тот перемещается вместе с Андолини в мир Роланда, где Джек погибает. Вместе с Роландом Эдди возвращается обратно. В завязавшейся перестрелке Эдди и Роланд убивают Балазара и всех его подручных и, спасаясь от полиции, уходят через дверь в мир Роланда, предварительно захватив антибиотик «кефлекс» для Роланда.

### Госпожа Теней
Эдди вместе с Роландом, справившись с ломкой и кризисом болезни соответственно, продолжают идти по пляжу на север. Эдди рассказывает стрелку историю своей жизни. Через несколько дней они доходят до второй двери, которая выглядит точно так же, как и первая, за исключением надписи, которая гласит: «Госпожа Теней». Эдди, увидев проход в свой мир, пытается заставить Роланда перенести себя в Нью-Йорк, но безуспешно. Роланд извлекает из двери «Госпожу Теней», чернокожую женщину, страдающую раздвоением личности. В результате черепно-мозговой травмы в детстве Одетта Холмс, респектабельная миллионерша и активистка за права чёрного населения США, иногда превращается в одержимую воровку и распутницу — Детту Уокер. Ни одна из половинок её сознания не подозревает о существовании другой. За пять лет до событий романа она попала под колеса состава в метро, и ей отрезало ноги, с тех пор она передвигается на инвалидной коляске.
Втроем они отправляются к последней двери. Эдди начинает влюбляться в Одетту, но Роланд предупреждает его, чтобы тот был очень осторожен, потому что вторая половина Одетты может вернуться, что вскорости и происходит. Детта всеми силами пытается задержать продвижение, но с ней справляются, а вскоре возвращается и Одетта. Роланд же снова заболевает, так как у него закончились антибиотики.
Роланд, понимая, что не может идти, просит Эдди отвезти сначала Одетту, потом его; он передает Эдди револьвер, запретив оставлять его Одетте, так как Детта может вернуться. Одетта и Эдди отправляются в путь, через некоторое время они доходят до третьей двери. Эдди все же оставляет револьвер Одетте и отправляется за Роландом. Они возвращаются через трое суток, но не находят Одетты. Детта Уокер в это время прячется за камнями, выжидая удобный момент для нападения. Роланд входит в дверь, на которой написано не «Смерть», как он предполагал, а «Толкач».

### Толкач
Стрелок попадает в сознание Джека Морта за несколько минут до того, как тот собирается столкнуть Джейка под колеса машины. Роланду удалось отвлечь внимание Толкача, и Джейк сумел уйти. Роланд узнает, что именно Толкач скинул кирпич на голову Одетты и именно он, позже, толкнул её под колеса поезда в метро.
В это время Эдди, утомленный поисками Одетты, засыпает. Детта Уокер, которая пряталась неподалёку, выходит из своего убежища, связывает спящего Эдди, оттаскивает его к линии прибоя и оставляет там, чтобы после заката его сожрали чудовища.
Подчинив сознание и тело Морта, Роланд добывает посредством своеобразного грабежа (он угрожает продавцам оружием, но платит за все добытое) четыре коробки патронов, подходящих для его револьверов, и большую упаковку «кефлекса». Также он отнимает у полицейских револьверы для своих новых спутников. Стрелок решает, что ему в качестве «Смерти» нужен не Морт, а он сам; у него также есть план спасения Одетты/Детты. Роланд угоняет полицейскую машину, заставив Морта отвезти его к станции метро, на которой Джек некогда столкнул под поезд Одетту. Подъехав к станции, стрелок пытается спуститься под землю, но его замечает один из патрульных и стреляет. Пуля попадает в грудь Джека Морта, но от гибели его спасает серебряная зажигалка, которую тот хранил в нагрудном кармане. От попадания пули зажигалка взрывается, и тело Морта начинает гореть. Роланд убегает от полицейских и заставляет объятого пламенем Морта прыгнуть под колеса поезда. Перед этим Роланд мысленно призывает Детту и Одетту посмотреть в дверь. Подчинившись, они видят через проем двери друг друга, и, после борьбы, от которой отказывается Одетта, две половинки её сознания соединяются в одно целое, Сюзанну. Роланд успевает вернуться в свой мир, и Сюзанна спасает его и Эдди от омароподобных тварей.

### Последняя перетасовка
Роланд поправляется, они втроем покидают побережье и углубляются в предгорья. Любовь между Эдди и Сюзанной становятся все крепче, она даже берет его фамилию. Между Эдди и Роландом происходит серьёзный разговор, в котором стрелок признается, что он, хотя и успел привязаться к своим новым спутникам, готов пожертвовать ими ради Темной Башни, если возникнет необходимость. Эдди принимает его выбор, соглашаясь идти с ним и дальше.
Роланд, Эдди и Сюзанна продолжают свой путь к Тёмной Башне.

## Отсылки и аллюзии в романе

### Взаимосвязь с другими произведениями Кинга
В романе упоминаются герои романа «Глаза дракона», изданного в том же году: колдун Флэгг, Томас и Деннис. Роланд вспоминает, что встречал их до событий, описанных в «Темной Башне».
Преступник по фамилии Джинелли (англ. Ginelli), мельком упоминающийся в романе — герой романа «Худеющий», изданного в 1984 году.

### Отсылки к произведениям других авторов
- Отсылка к «Красной Шапочке» — когда Роланд пытается подманить Эдди, чтобы увести его с собой в дверь «Толкача», Эдди отказывается, цитируя фразы из сказки «А почему, бабушка, у тебя такие большие глаза?» и «Для того, чтобы лучше видеть тебя, дитя мое». В мире Роланда такой сказки нет.
- Отсылка к классическому фильму «Волшебник страны Оз» по книге Лаймена Фрэнка Баума: Эдди перефразирует знаменитую фразу Дороти Гейл «Тото, мне кажется, мы уже не в Канзасе» (англ. Toto, I have a feeling we are not in Kansas anymore)[6] — «Ну, одно я скажу тебе, Дороти. <…> Ты уже не в Канзасе» (англ. Well, I'll tell you one thing, Dorothy.<...>You ain't in Kansas anymore). Это первая из многих отсылок в цикле к роману Баума «Удивительный Волшебник из Страны Оз» и упомянутому фильму.[1]
- Эдди напевает песню Hey Jude группы The Beatles. Эта же песня упоминается в первом романе цикла — в мире Роланда она является народной.[1]
- Цитата: Судя по ощущению, пакеты с марафетом у него подмышками лежали удобно и держались крепко, повторяя контуры его боков, так же хорошо, как и в номере отеля, где их укрепил на Эдди американец с тихим и вежливым голосом, по имени Уильям Уилсон. По окончании процедуры прикрепления человек, чье имя прославил Эдгар По (когда Эдди что-то сказал на эту тему, Уилсон только непонимающе взглянул на него), подал ему рубашку.  Тут упоминается Вильям Вильсон герой писателя - фантаста Эдгара Аллана По.

## История создания
«Извлечение троих» было написано через пять лет после того, как Кинг закончил первый роман эпопеи. Бев Винсент в «Путеводителе» по «Темной Башне» пишет, что одной из причин такой задержки было неоднозначное отношение автора к Роланду: человеку одновременно героическому и крайне жестокому.

## Издания оригинала
Впервые «Извлечение троих», как и «Стрелок», увидело свет благодаря издательству Grant в 1987 году. Книгу иллюстрировал Фил Хейл (англ. Phil Hale), так как Майкл Уэлан не смог взяться за эту работу. Кроме обычных, было выпущено 800 пронумерованных и подписанных автором экземпляров, 500 из них ушли приобретшим аналогичные издания «Стрелка», а оставшиеся 300 были разыграны в лотерее. В 1988 году роман опубликовало издательство Plume в мягком, но полноформатном переплёте. Впоследствии роман неоднократно переиздавался другими издательствами.

## Переводы на русский язык
В России книга издавалась в трех переводах:
- Как «Собрать троих» — О. Беймука, Б. Любарцевой и А. Немировой, в составе сборника «Темная Башня», объединяющем первую и вторую части цикла. Перевод издан в 1994 году Львовским информационным агентством «Хронос»;
- Как «Двери между мирами» — Наталии Ачеркан и Рины Ружже;
- Как «Извлечение троих»[прим. 5] — Т. Ю. Покидаевой.